# Food Network (Canada)
Pour les articles homonymes, voir Food Network.
Food Network Canada est une chaîne de télévision spécialisée canadienne appartenant à Rogers Sports & Media qui diffuse des programmes liés à la nourriture, à la cuisine et à l'industrie alimentaire. Il s'agit d'une déclinaison de la chaîne américaine Food Network.

## Histoire
Food Network est l'une des cinq chaînes spécialisées qui ont été relancées par Rogers le 1er janvier 2025, après l'annonce de juin 2024 qu'elle a acquis les droits de Warner Bros. Discovery. La chaîne succède à une itération précédente de Food Network qui était détenue majoritairement par Corus Entertainment ; cette chaîne a été rebaptisée Flavour Network le 30 décembre 2024, avec une programmation qui élimine progressivement les programmes de première diffusion de Food Network au profit d'autres acquisitions,.